# Зграда Председништва СО Ниш
Зграда Председништва СО Ниш налази се у улици 7. јула број 2.
Спада у ред архитектонски највреднијих јавних објеката Ниша. Налази се у најужем центру града, на почетку улице 7. јула, на месту некадашњег Кнежевог двора, летње резиденције кнеза-краља Милана Обреновића, чији су остаци тада били уклоњени. Зграда је грађена за потребе филијале Народне банке у Београду. То је прва филијала државне Народне банке у Србији.
Свечаности око постављања камена темељца одржане су 28. јула 1924. године, на десетогодишњицу почетка Првог светског рата, објављеног тога дана 1914. Србији од Аустроугарске, телеграмом. О овим свечаностима писала је сва нишка и београдска штампа. Камен темељац положио је гувернер југословенске Народне банке у Београду, Ђорђе Вајферт, у присуству 70 званица. У темељ зграде стављена је повеља са кратким историјатом Ниша, са нагласком на десетогодишњицу почетка Првог светског рата, датумом полагања и пописом личности које су присуствовале свечаностима.
У нишкој штампи забележено је да је тада повељу прочитао „инжењер Табаковић“, који се у архивској грађи из 1921. године помиње у Нишу као „окружни инжењер С. Табаковић“. Није то, дакле, познати новосадски архитекта Ђорђе Табаковић (1897-1971), за кога би се могло претпоставити да је пројектант ове зграде. Зграду је пројектовао београдски архитекта Александар Јанковић, чије је, до тада најпознатије остварење, Окружно здање у Пироту подигнуто пре Првог светског рата. Зграда Народне банке завршена је 1925, а 13. јануара 1926. године лист Нишки гласник донео је вест да се „Нишка банка потпуно преселила у новосазидану зграду“.
Зграда Народне банке, сада Председништва, рађена је у духу неокласицизма, са декоративном орнаментиком у вештачком камену и посебно наглашеним улазним делом. Поседује дубоки сутурен, пространо приземље са стубовима, бројне просторије на спрату и поткровљу. Карактеристични су лепо изведени биљни орнаменти, тимпанони и прозорски оквири, као и низови стубова, све у вештачком камену. Зграда, по својој архитектури, припада групи најлепших јавних објеката у Србији. Када су 1972. вршени адаптациони радови пред усељење Председништва СО Ниша, уклоњена је богато изведена ограда од кованог грожђа, велике вредности.
Дужи низ година у овој згради су се обављала венчања, а данас она служи превасходно као канцеларија градоначелника Ниша.
Зграда је 1986. проглашена спомеником културе и заштићена је законом.
Према најновијим информацијама, најновија реконструкција на самој згради запланирана је у 2023. години а по завршетку тендера и одабира извођача радова. Сам кров зграде дотрајао је, тако да је потребна хитна реконструкција. У самој згради могло се приметити прокишњавање, што је надлежне навело да се што пре мора одреаговати и спречити да се сама зграда која је од изузетног значаја Граду Нишу, спречи даљем урушавању. 